# Fonología del noruego
La fonología del noruego es parecida a la del sueco. Existen importantes variaciones entre los distintos dialectos, y todas las pronunciaciones se consideran correctas según la política oficial. La variante que generalmente se enseña a los extranjeros es el noruego oriental estándar (en noruego: standard østnorsk), basado en el lenguaje de las clases más alfabetizadas del área de Oslo. Pese a que no existe una variedad estándar de noruego, el standard østnorsk se ha utilizado tradicionalmente en eventos públicos como el teatro o la televisión, aunque hoy en día los dialectos locales se usan de forma habitual en el habla cotidiana y en los medios de comunicación.
Salvo que se indique lo contrario, este artículo describe la fonología del noruego oriental estándar.

## Consonantes
|                 |                 | Bilabial | Labiodental | Dental/ alveolar | Retrofleja | Dorsal | Glotal |
| --------------- | --------------- | -------- | ----------- | ---------------- | ---------- | ------ | ------ |
| Nasal           | Nasal           | m        |             | n                |            | ŋ      |        |
| Oclusiva        | Oclusiva        | p b      |             | t d              |            | k ɡ    |        |
| Fricativa       | Fricativa       |          | f           | s                | ʂ          | ç      | h      |
| Aproximante     | Aproximante     |          | ʋ           | l                |            | j      |        |
| Vibrante simple | Vibrante simple |          |             | ɾ                | ɽ          |        |        |

- /ʋ, l, j, ɾ/ pierden su sonoridad parcial o totalmente y se convierten en [f, l̥, ç, ɾ̥] después de /p, t, k, f/. Además, la /ɾ/ posvocálica pierde su sonoridad antes de /p, k, f/.
- /n, t, d/ son laminales [n̻, t̻, d̻], bien alveolares [n, t, d] o dentales [n̪, t̪, d̪].
- /p, t, k/ son aspiradas sordas [pʰ, tʰ, kʰ], mientras que /b, d, ɡ/ son no aspiradas y sordas [b̥˭, d̥˭, ɡ̊˭] o parcialmente sonoras [b˭, d˭, ɡ˭].
- /s/ es alveolar laminar dentalizada s̪ o (no muy frecuente) alveolar apical no retraída s̺.
- /l/ está en proceso de cambio de alveolar laminal dental l̪ a alveolar apical Archivo de audio "l̺" no encontrado, lo que lleva a la neutralización con el alófono retrofejo [ɭ]. La realización laminal es todavía posible antes de vocales y después de vocales cerradas y anteriores que no sean coronales, y es obligatoria después de paradas coronales. La Archivo de audio "ɫ̪" no encontrado laminal velar tiene lugar después de vocales medias posteriores y abiertas posteriores, a veces también después de /u/. Sin embargo, en zonas como Oslo la variante laminal no se velariza, y la diferencia es solo entre la realización laminal y apical.
- /ɾ/ es una consonante alveolar apical vibrante simple Archivo de audio "ɾ̺" no encontrado. A veces se pronuncia como r, por ejemplo en el habla enfática.
- Los alófonos retroflejos [ɳ, ʈ, ɖ] han sido descritos de varias formas como alveolar apical [Archivo de audio "n̺" no encontrado, Archivo de audio "t̺" no encontrado, Archivo de audio "d̺" no encontrado] y apical postalveolar [Archivo de audio "ɳ̺" no encontrado, Archivo de audio "ʈ̺" no encontrado, Archivo de audio "ɖ̺" no encontrado].
- La /ɽ/ se alterna con /ɾ/ en muchas palabras, pero todavía existe un número pequeño de ellas en las que solo existe el sonido /ɽ/.
- /n, k, ɡ/ son velares, mientras que /j/ es palatal.
  - /j/ es labializada a ɥ tras vocales redondeadas.
- /ç/ puede ser palatal, pero a menudo es palatoalveolar ɕ. Es inestable en muchos deialectos, y los hablantes más jóvenes de Bergen, Stavanger y Oslo mezclan /ç/ con /ʂ/ en ʂ.
- La oclusiva glotal sorda ʔ puede ser insertada antes de vocales de inicio de palabra. En lenguaje muy enfático, también puede ser insertada en mitad de la palabra en sílabas tónicas que empiezan con vocal.

La mayoría de las consonantes retroflejas (y postalveolares) son mutaciones de [ɾ]+cualquier otra consonante alveolar o dental; por ejemplo: rn /ɾn/ > [ɳ], rt /ɾt/ > [ʈ], rl /ɾl/ > [ɭ], rs /ɾs/ > [ʂ], etc. /ɾd/ entre límites de palabras ("sandhi"), en préstamos lingüísticos y en grupos de palabras literarias puede ser pronunciada [ɾd], por ejemplo verden [ˈʋæɾdn̩], pero también puede ser pronunciada [ɖ] en algunos dialectos. La mayoría de los dialectos del este, centro y norte de Noruega utilizan las consonantes retroflejas. La mayoría de los dialectos del sur y del oeste no no tienen estos sonidos, puesto que es habitual una realización gutural del fonema /r/, y parece estar expandiéndose. Dependiendo del contexto fonético se usan la fricativa uvular sorda ([χ]) o la fricativa uvular sonora ([ʁ]). Otras pronunciaciones posibles incluyen la fricativa uvular aproximante [ʁ̞] o, menos comúnmente, la vibrante múltiple uvular [ʀ]. Existe, sin embargo, un pequeño número de dialectos que usan tanto la /r/ uvular como los alófonos retroflejos.
La consonante retrofleja vibrante simple [ɽ], coloquialmente conocida por los noruegos como tjukk l («l gruesa»), es un rasgo de las lenguas escandinavas que existe en el noruego oriental (incluido el Trøndersk), en los dialectos del norte más meridionales y en los dialectos occidentales hablados más al este. Este sonido no existe en la mayoría de los dialectos del oeste y del norte de Noruega. Hoy en día hay una oposición entre /ɽ/ y /l/ en los dialectos que poseen ambos sonidos, por ejemplo gard /gɑ:ɽ/ «granja» o gal /gɑ:l/ «loco» en muchos dialectos orientales. Aunque tradicionalmente era un fenómeno característico de estos dialectos, era considerado vulgar, por lo que durante mucho tiempo se evitaba su uso. Hoy en día se considera el estándar en los dialectos orientales y centrales, pero se sigue evitando en la alta sociedad y en el lenguaje estándar. Esta evitación pone en cuestión el estatus de /ɽ/ como fonema.
Según la fonetista danesa Nina Grønnum, tjukk l en Trøndersk es en realidad vibrante simple lateral postalveolar Archivo de audio "ɺ̠" no encontrado.

## Vocales

### Monoptongos

Monoptongos del noruego oriental estándar

Monoptongos del noruego oriental estándar

Salvo que precedan a otra vocal, todas las vocales no tónicas son cortas.
|               | Anterior                           | Anterior   | Anterior   | Anterior | Central | Central | Posterior | Posterior                           |
| no redondeada | no redondeada                      | redondeada | redondeada |          | Central | Central | Posterior | Posterior                           |
| corta         | larga                              | corta      | larga      | corta    | larga   | corta   | larga     |                                     |
| ------------- | ---------------------------------- | ---------- | ---------- | -------- | ------- | ------- | --------- | ----------------------------------- |
| Cerrada       | ɪ                                  | iː         | ʏ          | yː       | ʉ       | ʉː      | ʊ         | uː                                  |
| Media         | Archivo de audio "ɛ" no encontrado | eː         | œ          | øː       | ə       |         | ɔ         | Archivo de audio "oː" no encontrado |
| Abierta       | æ                                  | æː         |            |          |         |         | ɑ         | ɑː                                  |

- /ɑ, ɑː/ son abiertas, anteriores y no redondeadas [ɑ, ɑː]. Algunas fuentes antiguas las describen como centrales ä, Archivo de audio "äː" no encontrado. Otros autores dicen que la variante central de /ɑ/ puede ser algo anterior  —más cercana a a— o posterior —más cercana a ɑ—. Para algunos hablantes más mayores puede ser frontal a, aː.
- /æ, æː/ son semiabiertas, frontales y no redondeadas æ, æː.
- /ɛ/ es central, frontal y no redondeada ɛ̝.
- /eː/ es frontal, no redondeada, y ha sido descrita de formas diversas como semicerrada eː y media Archivo de audio "e̞ː" no encontrado. Se suele convertir en el diptongo [eə].
- /œ/ es redondeada, central, y ha sido descrita como semiabierta Archivo de audio "œ̈" no encontrado y media Archivo de audio "œ̝̈" no encontrado.
- /øː/ es redondeada, central y ha sido descrita como semicerrada Archivo de audio "ø̈ː" no encontrado y media Archivo de audio "ø̞̈ː" no encontrado. Se suele convertir en el diptongo [øə].
- /ə/ es media, central y no redondeada ə.
- /ɔ/ es redondeada, central y ha sido descrita como semiabierta Archivo de audio "ɒ̝̈" no encontrado y abierta-media Archivo de audio "ɔ̈" no encontrado.
- /oː/ es media, posterior, redondeada o̞ː y se puede convertir en el diptongo [o̞ə].
- /ɪ/ es frontal, no redondeada, y ha sido descrita como semicerrada Archivo de audio "ɪ̟" no encontrado y cerrada i.
- /iː/ es cerrada, frontal, no redondeada iː y se puede convertir en el diptongo [iə].
- /ʏ/ es semicerrada, redondeada y ha sido descrita como frontal Archivo de audio "ʏ̟" no encontrado y semifrontal ʏ.
- /yː/ es redondeada y se ha descrito como cerrada frontal yː y semicerrada semifrontal ʏː. Se puede convertir en el diptongo [yə].
- /ʉ/ es redondeada y se ha descrito como semicerrada semifrontal Archivo de audio "ʏ" no encontrado y cerrada central ʉ.
- /ʉː/ es cerrada redondeada y se ha descrito como semifrontal Archivo de audio "ʉ̟ː" no encontrado y central ʉː.
- /u/ es redondeada y se ha descrito como central-posterior semicerrada ʊ y posterior cerrada u.
- /uː/ es cerrada, posterior uː y se puede convertir en el diptongo [uə].

En casi todos los demás artículos de Wikipedia se omiten los diacríticos. Aquí se muestran para clarificar.
/yː/ es redondeada [iʷ], mientras que /ʉː/ y /uː/ se comprimen en [ɨᵝ], [ɯᵝ].[cita requerida]
El estatus fonémico de la [æ] larga y corta en el noruego oriental estándar no está claro, puesto que es un alófono de /eː/ y /ɛ/ antes de consontantes líquidas y aproximantes, aunque la introducción de préstamos lingüísticos ha creado algunos contrastes delante de /j/ como tape [tɛjp] («cinta») y sleip [ʂɭæjp] («limoso») y pares mínimos como hacke [ˈhækə] («hackear») y hekke [ˈhɛkə] («anidar»). [ə] solo ocurre en sílabas átonas.

### Diptongos

Diptongos del noruego oriental estándar

Diptongos del noruego oriental estándar

Los fonemas de los diptongos noruegos son /œɪ, æɪ, æʉ/. Los diptongos marginales son /ʉɪ, ɛɪ, ɔɪ, ɑɪ/. Sus puntos de inicio y fin tienen una calidad similar a las vocales cortas transcritas de la misma forma.
- /ʉɪ/ solo aparece en la palabra hui.
- /ɛɪ, ɔɪ, ɑɪ/ aparecen solo en préstamos lingüísticos.
- /ɛɪ/ solo es utilizado por algunos hablantes jóvenes, en contraste con /æɪ/. Los hablantes que no utilizan /ɛɪ/ lo sustituyen por /æɪ/.
- El punto final de /ɪ/ puede convertirse en [j], especialmente en la pronunciación enfática.
- La compensación de /æʉ/ se suele realizar como una aproximante labiodental, que convierte a este diptongo en la secuencia [æʋ].
- En el caso de los diptongos /œɪ/ y /ɔɪ/, algunos estudiantes describen su punto final como redondeado, es decir, [ʏ].

Algunos autores han analizado los diptongos noruegos como secuencias de vocales cortas y las semivocales /j/ o /w/ —la última corresponde a la vocal central /ʉ/, no a la anterior /ʊ/—.

## Acento
El noruego es un idioma con dos patrones de acento tonal distintos. Se utilizan para diferenciar palabras de dos sílabas con, de otra forma, idéntica pronunciación. Por ejemplo, en la mayoría de los dialectos, la palabra landet («el país») se pronuncia utilizando el tono 1, mientras que lande («aterrizar») utiliza el tono 2. Aunque la diferencia de escritura permite diferenciar las palabras en el lenguaje escrito, en muchos casos los pares mínimos se escriben de igual manera, porque el noruego escrito no tiene tildes explícitas.
Existen variaciones significativas entre acentos tonales entre los distintos dialectos. En la mayor parte de Østlandet, incluida la capital Oslo, se hablan los llamados «dialectos de acento bajo». En ellos, el acento 1 utiliza un acento plano y bajo en la primera sílaba, mientras que el acento 2 utiliza un acento alto que cae bruscamente en la primera sílaba y un acento bajo al principio de la segunda sílaba. En ambos, estos cambios son seguidos de un aumento de la entonación, cuya amplitud marca un énfasis, y corresponden a la función de los acentos normales en idiomas sin tonos léxicos como el inglés. Este aumento culmina en la última sílaba, mientras que la caída en la última sílaba, muy habitual en la mayoría de los idiomas, es muy pequeña o inexistente.
Por otro lado, en la mayoría de los dialectos del norte y oeste de Noruega, los llamados «dialectos de acento alto», el acento 1 es descendente, mientras que el acento 2 es ascendente en la primera sílaba y descendente en la segunda o en algún punto entre los límites de ambas sílabas. Los dos tonos pueden ser transcritos en la primera vocal como /à/ para el acento 1 y /â/ para el acento 2; la lectura moderna del AFI —baja y descendente— corresponde a la Noruega oriental, mientras que la antigua tradición de utilizar diacríticos para representar la forma de los acentos —descendente y ascendente-descendente— corresponde a la parte occidental.
Los acentos tonales —así como los acentos de frase en los dialectos de acento bajo— le dan al noruego una característica musical que lo hace fácilmente diferenciable de otros idiomas. De forma interesante, el acento 1 ocurre generalmente en palabras que eran monosilábicas en nórdico antiguo y el acento 2 en palabras que eran polisilábicas.

### Acentos tonales y morfología
En muchos dialectos, los acentos desempeñan un papel importante a la hora de marcar las categorías gramaticales. Así, la terminación (T1)—en implica la forma determinada de un sustantivo masculino monosilábico (båten, bilen, (den store) skjelven), mientras que (T2)-en denota o bien la forma determinada de un sustantivo masculino bisilábico, o bien un verbo o nombre adjetivado ((han var) skjelven, moden). De igual manera, la terminación (T1)—a denota un nombre femenino, singular, monosilábico y determinado (boka, rota) o un nombre determinado, neutro y plural (husa, lysa), mientras que (T2)—a implica la forma en pretérito de verbos débiles (rota, husa) o un nombre bisilábico, determinado, femenino y singular (bøtta, ruta, jenta).

### En palabras compuestas
En una palabra compuesta, el acento tonal se pierde en uno de los elementos del compuesto —aquel con el acento más débil o con acento secundario—, pero la duración de la antigua sílaba tónica permanece inalterada en la sílaba tónica.

### Acentos tonales monosilábicos
En algunos dialectos del noruego, sobre todo los de Nordmøre y Trøndelag hasta Lofoten, puede haber también oposición tonal en palabras monosilábicas, como en [bîːl] («coche») y [bìːl] («hacha»). En unos pocos dialectos, principalmente en Nordmøre y sus alrededores, la oposición tonal monosilábica también aparece en las sílabas finales de palabras con más de un acento. En la práctica, esto significa que se obtienen pares mínimos como: [hɑ̀ːniɲː] («el gallo») y [hɑ̀ːnîɲː] («tráelo adentro»); [brŷɲːa] («en el pozo») 'y [brŷɲːâ] («su pozo»); [læ̂nsmɑɲː] («sheriff») y [læ̂nsmɑ̂ɲː] («el sheriff»). Entre los múltiples puntos de vista acerca de cómo interpretar esto, el más acertado puede ser que las palabras con estos tonos complejos son aquellas que tienen una mora adicional. Esta mora puede tener muy poco o ningún efecto sobre la duración y el acento dinámico, pero se representa como una caída tonal.
Otros dialectos con oposición tonal en palabras monosilábicas han eliminado la oposición de duración de vocales. Así, las palabras [vɔ̀ːɡ] («atreverse») y [vɔ̀ɡː] («cuna») se han fusionado en [vɔ̀ːɡ] en el dialeto de Oppdal.

### Pérdida de acentos tonales
Algunas formas del noruego han perdido la oposición de acentos tonales. Esto incluye muchos dialectos de las zonas de Bergen, Brønnøysund, Bodø y algunos dialectos entre Tromsø y la frontera rusa. El feroés y el islandés, que proceden también del nórdico antiguo, tampoco tienen acentos tonales. No obstante, no está claro si lo perdieron con el transcurso del tiempo o todavía no existía cuando comenzaron su desarrollo independiente. El danés, excepto algunos dialectos del sur, así como el sueco de Finlandia, tampoco tienen oposición tonal.

### Sonido ingresivo
La palabra ja («sí») se pronuncia a veces inhalando aire (sonido ingresivo), lo que puede ser confuso para los extranjeros. El mismo fenómeno ocurre en danés, islandés y sueco, y puede también encontrarse en alemán y en finés.

## Muestra
El siguiente texto de muestra es un fragmento de Bóreas y Helios leído por un profesor de 47 años del barrio de Nordstrand, Oslo.

### Versión ortográfica
Nordavinden og solen kranglet om hvem av dem som var den sterkeste. Da kom det en mann gående med en varm frakk på seg. De blei enige om at den som først kunne få mannen til å ta av seg frakken skulle gjelde for den sterkeste av dem. Så blåste nordavinden av all si makt, men jo mer han blåste, jo tettere trakk mannen frakken rundt seg, og til sist måtte nordavinden gi opp. Da skinte solen fram så godt og varmt at mannen straks måtte ta av seg frakken. Og så måtte nordavinden innrømme at solen var den sterkeste av dem.

### Transcripción fonémica
/²nuːɾɑˌʋɪnən ɔ ˈsuːlən ²kɾɑŋlət ɔm ʋɛm ɑː dɛm səm ˈʋɑːɾ dən ²stæɾkəstə || ˌdɑː ˈkɔm deː ən ˈmɑn ˌgoːənə meː ən ˈʋɑɾm ˈfɾɑk pɔ ˌsæ || diː bleː ²eːnjə ɔm ɑt ˈdɛn səm ˈfœʂt ˌkʉnə fɔ ˈmɑnən tɔ ²tɑː ɑː sæ ˈfɾɑkən ˌskʉlə ²jɛlə fɔɾ dən ²stæɾkəstə ɑː ˌdɛm || ˈsoː ²bloːstə ²nuːɾɑˌʋɪnən ɑː ˈɑl sɪn ˈmɑkt | mɛn ju ˈmeːɾ han ²bloːstə | ju ²tɛtəɾə ˌtɾɑk  ˈmɑnən ˈfɾɑkən ˈɾʉnt sæ | ɔ tə ˈsɪst ˌmɔtə ²nuːɾɑˌʋɪnən ²jiː ˌɔp || ˌdɑː ²ʂɪntə ˈsuːlən ˈfɾɛm ˌsoː ˈgɔt ɔ ˈʋɑɾmt ɑt ˈmɑnən ˈstɾɑks ˌmɔtə ²tɑː ɑː sæ ˈfɾɑkən || ɔ ˈsoː ˌmɔtə ²nuːɾɑˌʋɪnən ˈɪnˌɾœmə ɑt ˈsuːlən ˈʋɑːɾ ən ²stæɾkəstə ɑː ˈdɛm/

### Transcripción fonética
[²nuːɾɑˌʋɪnˑn̩ ɔ ˈsuːln̩ ²kɾɑŋlət ɔm ʋɛm ɑ dɛm sɱ̍ ˈʋɑː ɖɳ̩ ²stæɾ̥kəstə || ˌdɑˑ ˈkʰɔmː de n ˈmɑnː ˌgoˑənə me n ˈʋɑɾm ˈfɾɑkː pɔ ˌsæ || di ble ²eːnjə ɔm ɑt ˈdɛnː sɱ̍ ˈfœʂt̠ ˌkʰʉnˑə fɔ ˈmɑnːn̩ tɔ ²tʰɑː ɑ sæ ˈfɾɑkːən ˌskʉlˑə ²jɛlːə fɔ ɖɳ̩ ²stæɾkəstə ɑː ˌdɛmˑ || ˈsoː ²bloːstə ²nuːɾɑˌʋɪnːn̩ ɑ ˈʔɑlː sɪn ˈmɑkʰtʰ | mɛn ju ˈmeːɾ ɦam ²bloːstə | ju ²tʰɛtːəɾə ˌtɾɑkˑ  ˈmɑnːn̩ ˈfɾɑkːən ˈɾʉnt sæ | ɔ tə ˈsɪst ˌmɔtˑə ²nuːɾɑˌʋɪnˑn̩ ²jiː ˌɔpʰ || ˌdɑː ²ʂɪntə ˈsuːln̩ ˈfɾɛm ˌsoˑ ˈgɔtʰː ɔ ˈʋɑɾmtʰ ɑt̚ ˈmɑnːən ˈstɾɑks ˌmɔtˑə ²tɑː ɑ sæ ˈfɾɑkːən || ɔ ˈsoː ˌmɔtˑə ²nuːɾɑˌʋɪnˑn̩ ˈɪnːˌɾœmˑə ɑt ˈsuːln̩ ˈʋɑːɾ n̩ ²stæɾ̥kəstə ʔɑ ˈdɛmː]

## Further reading
- Berulfsen, Bjarne (1969), Norsk Uttaleordbok, Oslo: H. Aschehoug & Co (W Nygaard).
- Endresen, Rolf Theil (1977), «An Alternative Theory of Stress and Tonemes in Eastern Norwegian», Norsk Tidsskrift for Sprogvidenskap 31: 21-46.
- Torp, Arne (2001), «Retroflex consonants and dorsal /r/: mutually excluding innovations? On the diffusion of dorsal /r/ in Scandinavian»,  en Van de Velde, Hans; van Hout, Roeland, eds., 'r-atics, Brussels: Etudes & Travaux, pp. 75-90, ISSN 0777-3692, archivado desde el original el 13 de abril de 2015, consultado el 9 de julio de 2015.
- Vanvik, Arne (1985), Norsk Uttaleordbok: A Norwegian pronouncing dictionary, Oslo: Fonetisk institutt, Universitetet i Oslo, ISBN 978-8299058414.

- Datos: Q3407489
- Multimedia: Norwegian pronunciation / Q3407489